# Jan Marijnissen
Johannes Guillaume Christianus Andreas (Jan) Marijnissen (ur. 8 października 1952 w Oss) – holenderski polityk i robotnik, od 1988 do 2008 lider Partii Socjalistycznej, deputowany do Tweede Kamer.

## Życiorys
Jan Marijnissen urodził się w 1952 w Oss. Po ukończeniu szkoły średniej w Nijmegen pracował w fabrykach w pobliżu swego rodzinnego miasta. Jako spawacz przez ponad dziesięć lat był zatrudniony w przemyśle metalurgicznym (1974–1985). Był działaczem marksistowsko-leninowskiej partii Kommunistiese Eenheidsbeweging Nederland, a w 1972 został członkiem nowo powstałej Partii Socjalistycznej (SP). W 1976 uzyskał mandat radnego miejskiego w Oss, którym był do 1993. W tym czasie stworzył w mieście struktury Partii Socjalistycznej. W latach 1987–1989 wchodził w skład stanów prowincjonalnych Brabancji Północnej. W 1988 został przewodniczącym SP i jej liderem politycznym. Pod jego przywództwem partia przekształciła się z ugrupowania lokalnego w ogólnokrajowe. W 1994 partia weszła po raz pierwszy do parlamentu, zdobywając w nim 2 mandaty. 5 maja 1994 Jan Marijnissen, któremu przypadł jeden z nich, został liderem klubu parlamentarnego SP w Tweede Kamer, niższej izbie holenderskiego parlamentu.
Od tego czasu pozycja socjalistów powoli wzrastała. W wyborach w 1998 zdobyli 5 mandatów, a w 2002 miejsc w Tweede Kamer. W przedterminowych wyborach w 2003 SP utrzymała ten stan posiadania, a w 2006 zdobyła 25 mandatów, stając się trzecią siłą w parlamencie. Jan Marijnissen każdorazowo jako lijsttrekker (lider listy wyborczej) uzyskiwał reelekcję, pozostając na czele frakcji poselskiej SP.
Brał aktywny udział w kampaniach społecznych, m.in. przeciwko zanieczyszczaniu środowiska. Był jednym z liderów kampanii na rzecz odrzucenia w holenderskim referendum projektu tzw. konstytucji europejskiej w 2005. Krytycy jego działań zarzucali mu autorytarny styl przywództwa, ultralewicowe poglądy w sferze opieki socjalnej, określano go jako lewicowego populistę.
17 czerwca 2008 zrezygnował z funkcji lidera partii i stanowiska przewodniczącego klubu parlamentarnego SP, argumentując decyzję względami zdrowotnymi (dyskopatia). Mandat deputowanego wykonywał do 2010. Pozostał jednocześnie na formalnym stanowisku przewodniczącego Partii Socjalistycznej. Zajmował je nadal do listopada 2015.
Od 1976 żonaty, ma córkę Lilian Marijnissen, która w 2017 stanęła na czele Partii Socjalistycznej.

## Wybrane publikacje
- Samenleven kan je niet alleen (1993)
- Tegenstemmen, een rood antwoord op Paars (1996)
- Effe Dimmen! Een rebel in Den Haag (1998)
- Schrale Rijkdom (2002)
- Nieuw Optimisme (2003)
- Hoe dan, Jan? (2005)
- Kijk op deze tijd (2013)[1]